# Église Sainte-Marie de Thouzon
L'église Sainte-Marie de Thouzon est une église romane située sur le territoire de la commune du Thor en Provence, dans le département français de Vaucluse en région Provence-Alpes-Côte d'Azur.
Elle se dresse sur le site du château de Thouzon, un ancien monastère fortifié ayant appartenu aux Bénédictins, érigé au sommet d'une colline. À quelques dizaines de mètres de l'église se dresse la chapelle Saint-Pierre de Thouzon.

## Historique
Le monastère fortifié de Thouzon (appelé aujourd'hui château de Thouzon) était initialement un prieuré dépendant de l'abbaye de Villeneuve-lès-Avignon.
L'église Sainte-Marie est un édifice roman des XIe et XIIe siècles, fortifié au XVIe sièclequi fait l'objet (avec la chapelle Saint-Pierre et les bâtiments conventuels) d'une inscription au titre des monuments historiques   depuis le 18 juin 1987.

## Architecture
L'église Sainte-Marie, partiellement ruinée, présente une maçonnerie très hétérogène, certaines portions de maçonnerie étant réalisées en moellon ou en petit appareil cassé au marteau alors que d'autres sont réalisées en pierre de taille assemblée en grand appareil. 
À cela s'ajoutent, ici et là, des traces d'appareil en arête-de-poisson, qui caractérise le premier âge roman.

### Le chevet
L'église possède un chevet pentagonal qui prend appui sur un mur de fondation présentant un magnifique exemple d'appareil en arête-de-poisson.
Ce chevet est percé d'une fenêtre absidiale unique à simple ébrasement et orné de chaînages d'angle en pierre de taille.
On retrouve la pierre de taille au niveau de la corniche, aux corbeaux très usés, qui sépare le chevet proprement dit d'une zone de maçonnerie très différente, réalisée en petit appareil cassé au marteau, probablement surélevée lors des travaux de fortification du monastère au XVIe siècle.

### La façade méridionale
La façade méridionale présente une maçonnerie très hétérogène où certaines parties sont réalisées entièrement en pierre de taille (partie gauche et partie supérieure droite), le reste étant édifié en moellon.
Elle est percée de deux portes cintrées au tympan maçonné ainsi que de trois fenêtres de tailles différentes et placées à des hauteurs différentes.
La façade est couronnée par une corniche saillante supportée par des corbeaux géométriques. Au-dessus de cette corniche, on trouve à nouveau une zone de maçonnerie très différente, datant probablement des travaux de fortification du monastère. Cette partie haute présente plusieurs traces d'appareil en arête-de-poisson.

### La tour
Dans l'axe du chevet se dresse une tour ornée d'un blason, qui faisait partie des fortifications du monastère.
Au pied de cette tour, un mur de soutènement présente des traces d'appareil en arête-de-poisson plus remarquables encore que celles déjà mentionnées.

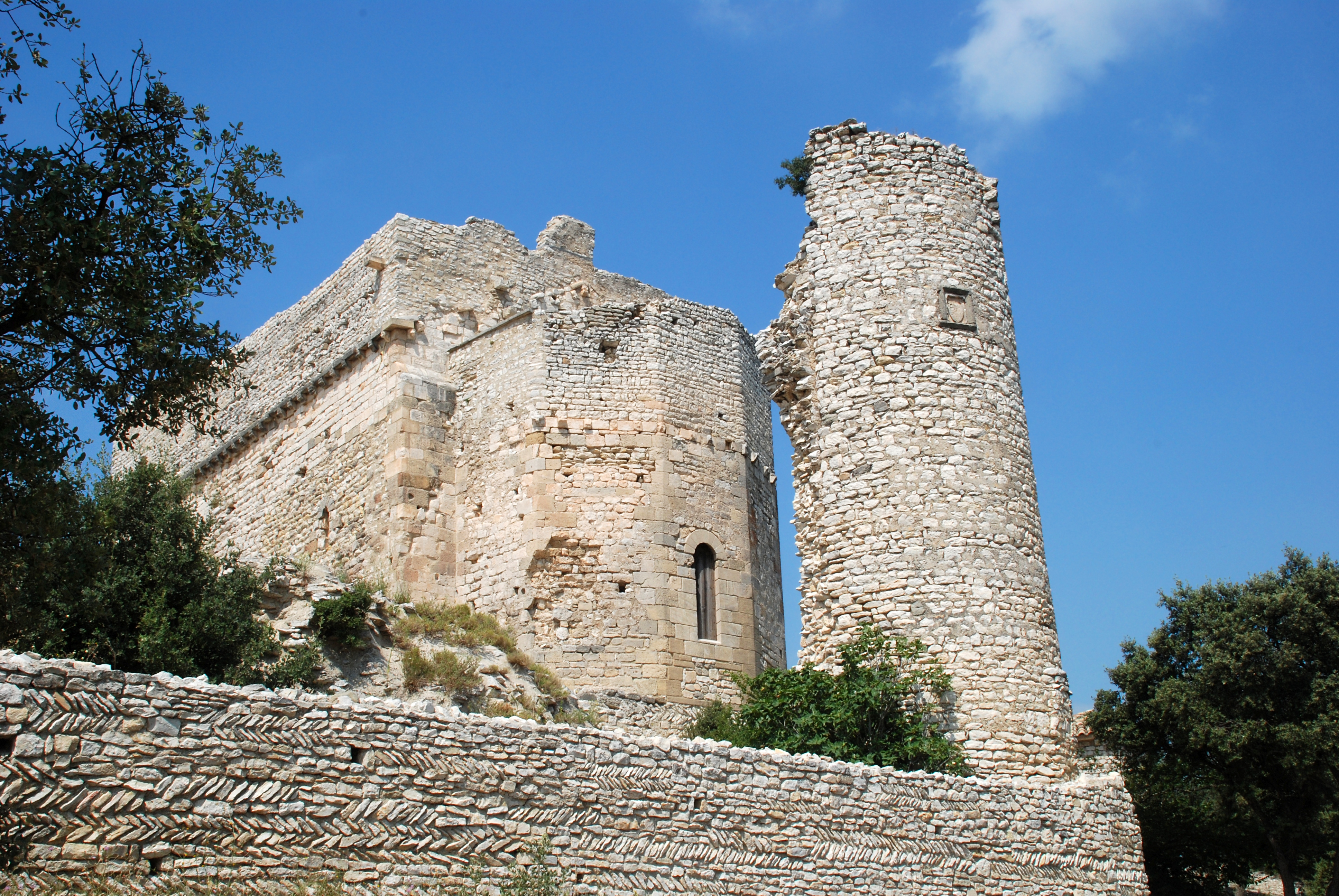
Le chevet et la tour ; à l'avant-plan, un mur portant des traces d'appareil en arête-de-poisson.
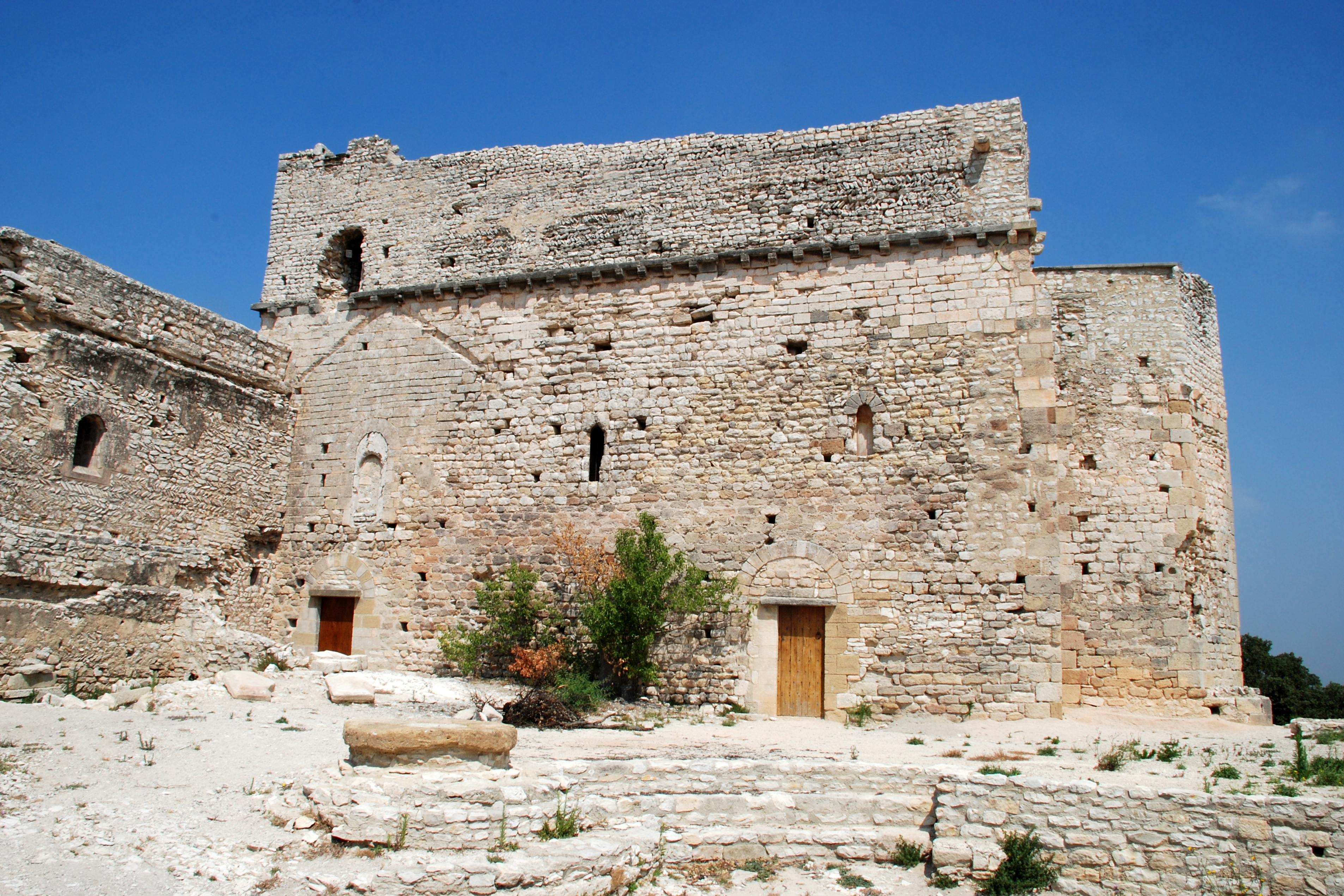
La façade méridionale.
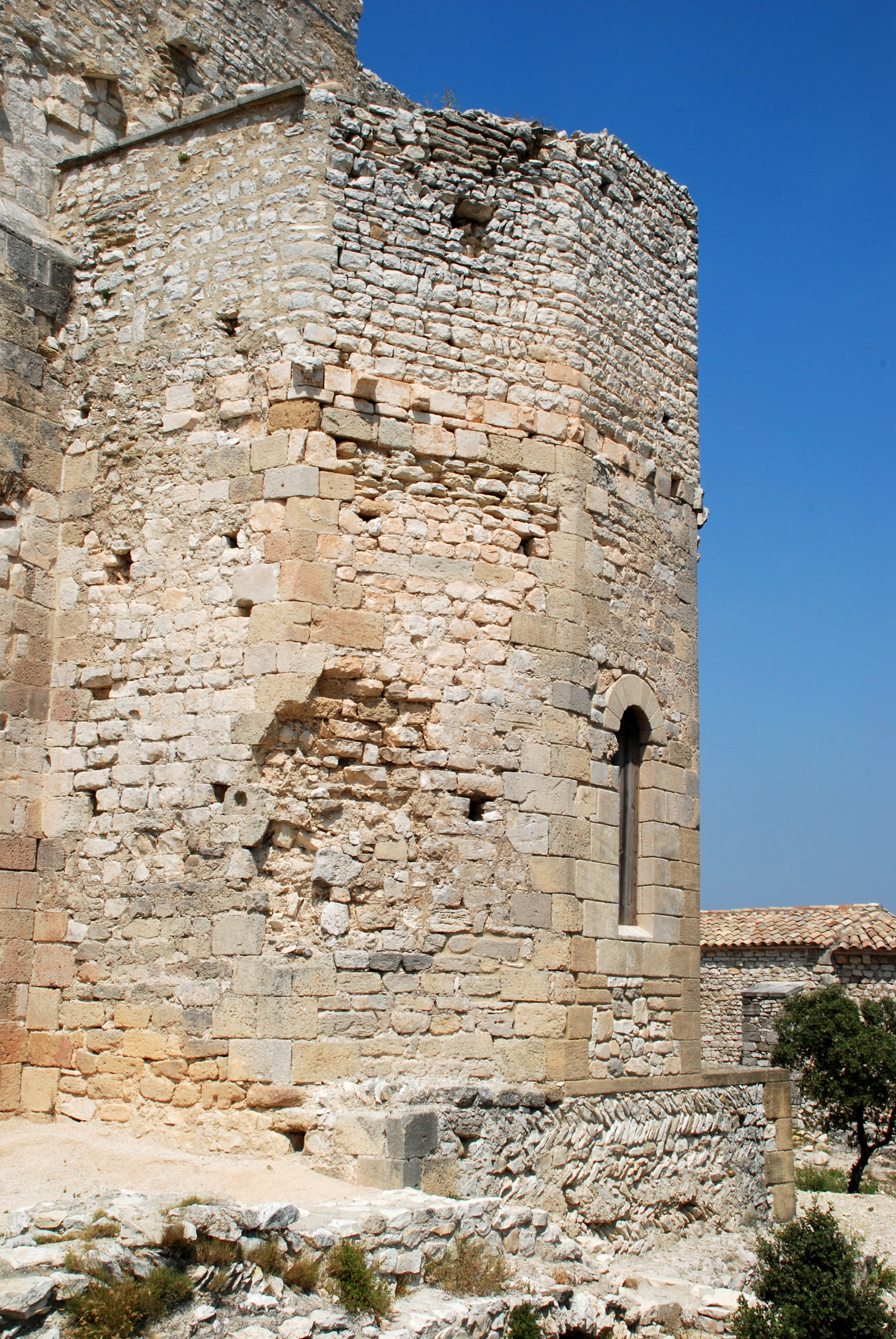
Le chevet pentagonal et le mur de fondation présentant des traces d'appareil en arête-de-poisson.
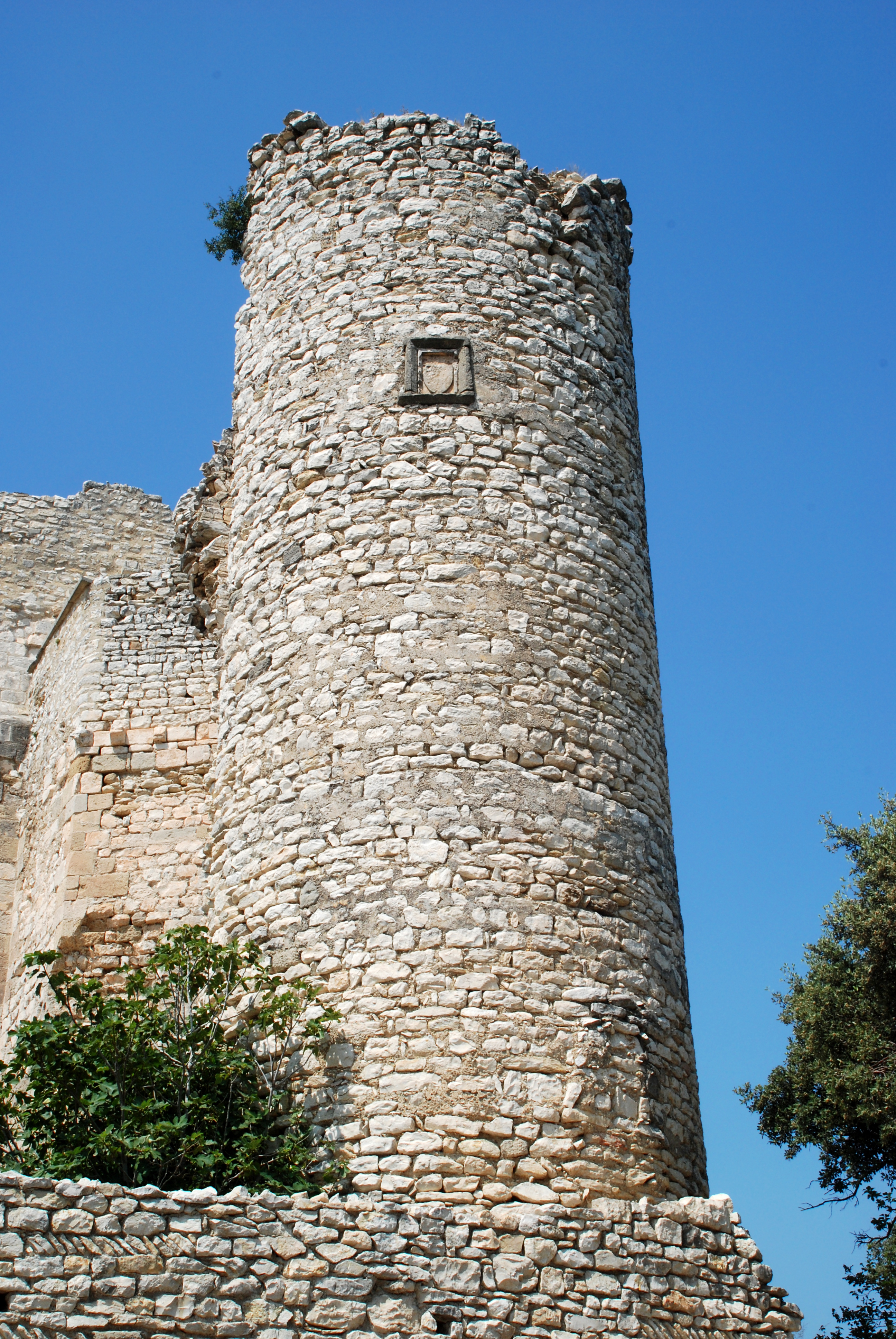
La tour vue de l'extérieur de l'enceinte du château.
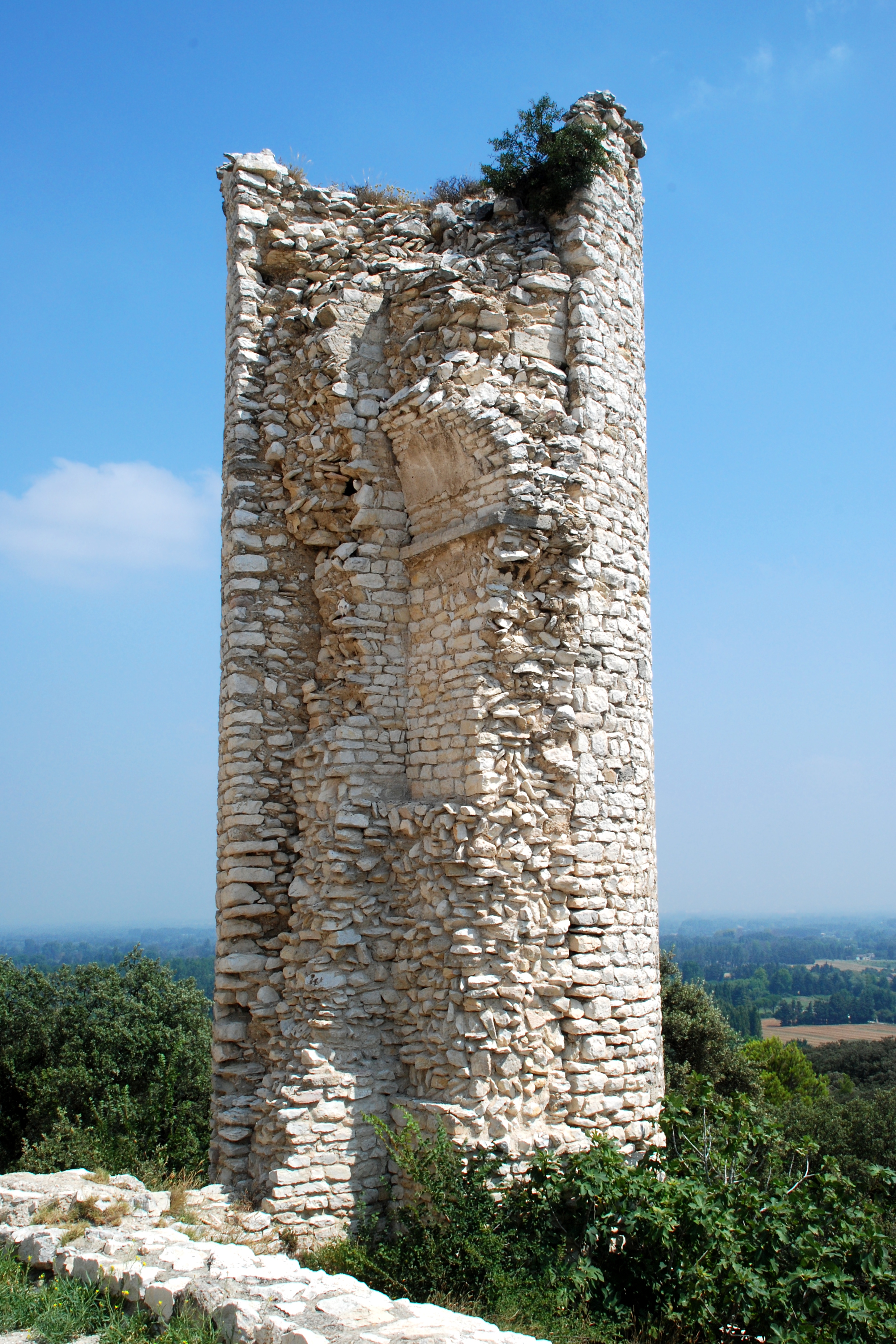
La tour vue de l'intérieur de l'enceinte du château.